# See (série télévisée)
Pour les articles homonymes, voir See.
See ou Jour noir au Québec est une série télévisée américaine en 24 épisodes d'environ 55 minutes créée par Steven Knight et diffusée entre le 1er novembre 2019 et le 14 octobre 2022 sur Apple TV+.
L'histoire prend place dans un univers de science-fiction post-apocalyptique. La série décrit la survie d'êtres humains revenus à l'état primitif 600 ans après notre ère, alors qu'un virus a décimé la population et rendu les survivants aveugles. Seuls quelques privilégiés sont toujours dotés de la faculté de voir.

## Synopsis
600 ans après notre ère, les Humains sont revenus à l'état primitif après qu'un virus a éliminé la plus grande partie de la population et rendu les seuls survivants aveugles. Ceux-ci se constituent alors en tribus rivales et érigent la faculté visuelle au rang de légende. Baba Voss, le chef de la tribu Alkenny, accueille chez lui une femme enceinte de jumeaux dont le père biologique est l'un des rares êtres humains à voir. Mais la reine Kane, cheffe du royaume Payan, au courant des rumeurs sur les capacités des nouveau-nés héritées de leur père, y voit une menace pour l'espèce humaine et envoie ses hommes poursuivre la tribu des Alkenny.

## Distribution
Sauf indication contraire, les informations mentionnées dans cette section peuvent être confirmées par la base de données cinématographiques IMDb,  présente dans la section « Liens externes ».

### Acteurs principaux
- Jason Momoa (VF : Xavier Fagnon) : Baba Voss
- Sylvia Hoeks (VF : Audrey Sourdive) : la reine Sibeth Kane
- Alfre Woodard (VF : Maïk Darah) : Paris (saisons 1 et 2)
- Hera Hilmar (VF : Adeline Moreau) : Maghra
- Christian Camargo (VF : Julien Meunier) : Tamacti Jun
- Archie Madekwe (VF : Jhos Lican) : Kofun Voss
- Nesta Cooper (VF : Déborah Claude) : Haniwa Voss
- Yadira Guevara-Prip (en) (VF : Nastassja Girard) : Bow Lion (saison 1, invitée saisons 2 et 3)
- Eden Epstein (VF : Zina Khakhoulia) : Wren (saison 2)
- Olivia Cheng (en) (VF : Olivia Nicosia) : Charlotte (saisons 2 et 3)
- Hoon Lee (VF : Loïc Houdré) : Têtard (Toad en VO) (saison 2)
- Tom Mison (VF : Laurent Maurel) : Lord Harlan (saisons 2 et 3)
- David Bautista (VF : Serge Biavan) : Edo Voss (saison 2)
- David Hewlett (VF : Antoine Tomé) : Tormada (saison 3, invité saison 2)
- Michael Raymond-James (VF : Anatole de Bodinat) : Ranger (saison 3)

### Acteurs récurrents
- Franz Drameh (VF : Eilias Changuel) : Boots (saison 1, invité saison 2)
- Tantoo Cardinal (VF : Cathy Cerda) : The Dreamer (saison 1)
- Mojean Aria (en) (VF : Gauthier Battoue) : Gether Bax (saison 1)
- Marilee Talkington (VF : Julia Boutteville) : Souter Bax (saison 1)
- Joshua Henry (VF : Diouc Koma) : Jerlamarel (saisons 1 et 2)
- Peter James Bryant (en) (VF : Rody Benghezala) : Lord Dune (saison 1)
- Bree Klauser : Matal (saison 1)
- Hiro Kanagawa (VF : Achille Orsoni) : Lord Unoa (saison 1)
- Luc Roderique (VF : Gilduin Tissier) : Arca (saison 1)
- Lauren Glazier (en) (VF : Christèle Billault) : Nyrie (saison 1)
- Timothy Webber (VF : Achille Orsoni puis Gérard Surugue) : Cutter (saison 1)
- Jessica Harper (VF : Anne Dolan) : Cora (saison 1, invitée saison 2)
- Martin Roach (en) : Capitaine Gosset (saison 2)
- Nina Kiri (en) : Harmony (saison 2)
- Alex Breaux : Dax (saison 2)

Version française
- Société de doublage : Dubbing Brothers

 Source et légende : version française (VF) sur RS Doublage

## Production

### Développement
Le 10 janvier 2018, il est annoncé qu'Apple passe commande pour une série d'une saison de huit épisodes. La série est écrite par Steven Knight, réalisée par Francis Lawrence et produite par Peter Chernin, Jenno Topping et Kristen Campo. Les sociétés de production impliquées dans la série comprennent Chernin Entertainment et Endeavor Content,,.
La série est révélée en même temps qu'Apple TV+, le 25 mars 2019 lors d'un événement spécial et est un des programmes de lancement le 1er novembre 2019.
Le 8 novembre 2019, Apple TV+ commande une deuxième saison de la série. Un renouvellement pour une troisième saison a eu lieu le 10 juin 2021, avant la première de la deuxième saison.
En juin 2022, il est annoncé que la troisième et dernière saison débutera sa diffusion le 26 août suivant au rythme d'un épisode par semaine,.

### Attribution des rôles
En juillet 2018, il est révélé que Jason Momoa et Alfre Woodard sont choisis dans des rôles réguliers de la série,,. Seulement un mois plus tard, Yadira Guevara-Prip, Nesta Cooper, Sylvia Hoeks et Archie Madekwe rejoignent également la distribution principale du programme,. Le 18 octobre 2018, Christian Camargo et Hera Hilmar sont annoncés choisis dans des rôles réguliers dans la série.
En janvier 2020, Dave Bautista rejoint la série pour la saison 2, jouant le frère de Baba Voss,. Le mois suivant, Tom Mison rejoint également la distribution, jouant un personnage nommé Lord Harlan. En juin 2021, Eden Epstein, Tom Mison, Hoon Lee, Olivia Cheng, David Hewlett et Tamara Tunie rejoignent la distribution en tant que nouveaux acteurs récurrents de la série pour la deuxième saison.

### Tournage
Le tournage de la première saison débute le 17 septembre 2018 à Vancouver, et se termine le 8 février 2019.
Le tournage de la deuxième saison doit commencer le 3 février 2020 et se terminer le 10 juillet. Cependant, il est mis en pause par mesure de précaution le 13 mars 2020, pour lutter contre la propagation de la CoViD-19 et protéger les acteurs et l'équipe technique.
Le tournage de la seconde saison reprend finalement le 14 octobre 2020 à Toronto,, et se termine le 18 mars 2021.
Le 11 juin 2021, Apple TV+ annonce que la saison 2 est diffusée à partir du 27 août 2021, et que la série est renouvelée pour une saison 3 déjà en tournage à Toronto. Le tournage commence en mai 2021 et se termine en octobre.

### Fiche technique
- Titre original et français : See
- Titre québécois : Jour noir
- Création : Steven Knight
- Réalisation : Francis Lawrence, Anders Engström, Salli Richardson-Whitfield, Stephen Surjik, Frederick E.O. Toye
- Scénario : Steven Knight, Hadi Nicholas Deeb, Jonathan E. Steinberg, Soo Hugh, Robert Levine, Dan Shotz, Jonathan Tropper
- Direction artistique : Nicolas Lepage
- Décors : Kyle Eerbeek, Sandy Walker
- Costumes : Lahly Poore, Trish Summerville, Natalie Bronfman
- Photographie : Brian Pearson, Jo Willems, Jules O'Loughlin
- Montage : Louis Cioffi, Maria Gonzales, Lynne Willingham, Mark Yoshikawa
- Casting : Denise Chamian, Candice Elzinga
- Musique : Bear McCreary
- Production : Suzanne Heathcote, Jim Rowe, Paul Kurta, Peter McAleese, Jayson de Rosner (producteur exécutif)
- Sociétés de production : Chernin Entertainment, Endeavor Content
- Sociétés de distribution : Apple TV+
- Budget : environ 15 millions USD par épisode[26]
- Pays d'origine :  États-Unis
- Langue originale : anglais
- Format : couleur - 2,10:1 - son Dolby Atmos
- Genre : Série télévisée de science-fiction
- Nombre de saisons : 3
- Nombre d'épisodes : 24
- Durée : 46 à 62 minutes
- Dates de première diffusion : 1er novembre 2019

## Épisodes

### Première saison (2019)
Le programme fut lancé le 1er novembre 2019 avec ses trois premiers épisodes.
1. Dieu flamme (Godflame)
2. Une bouteille à la mer (Message in a Bottle)
3. Sang frais (Fresh Blood)
4. La Rivière (The River)
5. Plastique (Plastic)
6. Soie (Silk)
7. La Route de la lavande (The Lavender Road)
8. La Maison de la lumière (House of Enlightenment)

### Deuxième saison (2021)
La série est renouvelée par Apple TV+ dès le 8 novembre 2019, elle est diffusée depuis le 27 août 2021 au rythme d'un épisode par semaine,.
1. Frères et Sœurs (Brothers and sisters)
2. Pour toujours (Forever)
3. La Boussole (The Compass)
4. Le Traqueur de sorciers (The Witchfinder)
5. Le Dîner (The Dinner Party)
6. La Vérité sur les licornes (The Truth About Unicorns)
7. Le Discours de la Reine (The Queen's Speech)
8. Une berceuse (Rock-a-Bye)

### Troisième saison (2022)
La série est renouvelée par Apple TV+ dès le 11 juin 2021 et diffusée à partir du 26 août 2022.
1. Lourde est la tête (Heavy Hangs the Head)
2. Méfie-toi des loups (Watch Out for Wolves)
3. Cette terre est ta terre (This Land Is Your Land)
4. L'Orage (The Storm)
5. La Maison de la lumière (The House of Enlightenment)
6. Les Terres hostiles (The Lowlands)
7. Dieu Tonnerre (God Thunder)
8. Je te vois (I See You)

## Accueil

### Réception critique
La série reçoit un accueil plutôt défavorable par la critique aux États-Unis. Son score cumulé sur le site Web Metacritic est de 37 sur 100, basé sur 81 critiques, une seule étant jugée positive, 10 mitigées et 10 autres négatives. Critique la plus sévère, celle du magazine d'information Time pourfend les costumes, le scénario et la réalisation. À l'inverse, critique la plus complaisante, celle du site web Indiewire loue l'interprétation du rôle de Jason Momoa et la réalisation des scènes d'action.
La deuxième saison est en revanche mieux accueillie, jugée plus cohérente et mieux développée de façon globale,.